# C. Herschel
C. Herschel ist ein kleiner Einschlagkrater im westlichen Teil des Mare Imbrium. Er liegt auf einem Meeresrücken namens Dorsum Heim. Süd-südwestlich befindet sich der ähnlich gestaltete Krater Heis.
C. Herschel ist kreisrund und schüsselförmig und weist keine auffälligen Erosionsspuren auf. Das Kraterinnere unterscheidet sich in seiner Albedo nicht von der Umgebung.
| Buchstabe | Position           | Durchmesser | Link |
| --------- | ------------------ | ----------- | ---- |
| C         | 37,21° N, 32,63° W | 7 km        |      |
| E         | 34,19° N, 34,7° W  | 5 km        |      |
| U         | 36,18° N, 31,45° W | 3 km        |      |
| V         | 36,44° N, 33,5° W  | 3 km        |      |

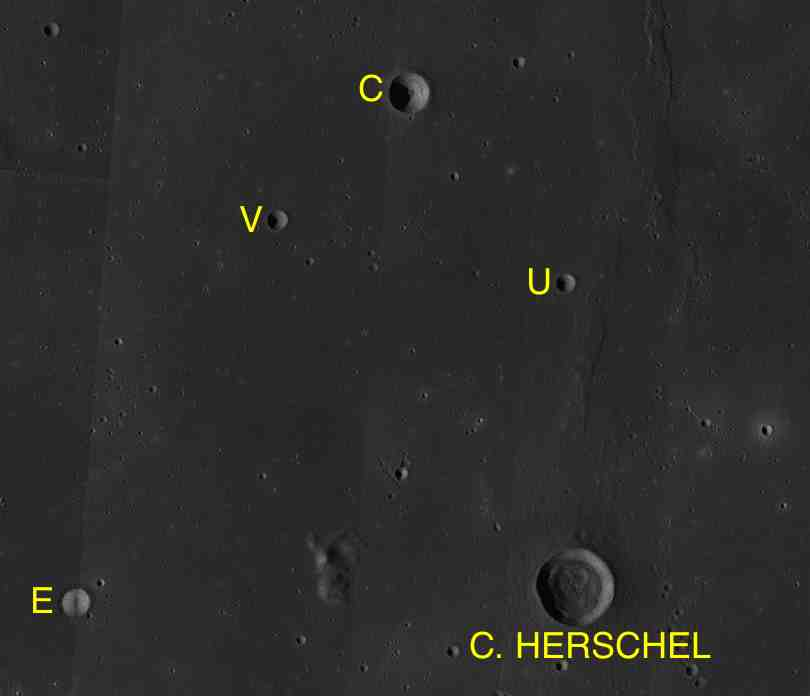
C. Herschel und seine Nebenkrater

Der Krater wurde 1935 von der IAU nach der britischen Astronomin Caroline Herschel offiziell benannt.